# 小行星3649
小行星3649（英語：3649 Guillermina）是一颗围绕太阳公转的小行星。1976年4月26日，菲利克斯·阿圭勒天文台在圣胡安省发现了此天体。
这颗小行星的绝对星等为88.84524918953495等。